# 1582
Відродження •  Реформація •  Доба великих географічних відкриттів •  Ганза •  Річ Посполита •  Нідерландська революція •  Релігійні війни у Франції

## Геополітична ситуація
Османську державу очолює Мурад III (до 1595). Імператором Священної Римської імперії є Рудольф II (до 1612). У Франції королює Генріх III Валуа (до 1589).
Королем Іспанії, Португалії, частини Італії та півдня Нідерландів є Філіп II Розсудливий (до 1598). Північні провінції Нідерландів оголосили незалежність. Північна Італія за винятком Венеціанської республіки належить Священній Римській імперії.
Королевою Англії є Єлизавета I (до 1603). Король Данії та Норвегії — Фредерік II (до 1588). Король Швеції — Юхан III (до 1592). Королем Богемії та Угорщини є імператор Рудольф II (до 1608).
Королями Речі Посполитої, якій належать українські землі, є Стефан Баторій та Анна Ягеллонка.
У Московії править Іван IV Грозний (до 1584). Існують Кримське ханство, Ногайська орда. Єгиптом володіють турки. Шахом Ірану є сефевід Мухаммад Худабенде.
У Китаї править династія Мін. Значними державами Індостану є Імперія Великих Моголів, Біджапурський султанат, Віджаянагара. У Японії триває період Адзуті-Момояма.
Триває підкорення Америки європейцями. На завойованих землях існують віцекоролівства Нова Іспанія та Нова Кастилія. Португальці освоюють Бразилію.

## Події

### В Україні
- 28 вересня у Львові страчено молдавського господаря Янку V Сасула.
- Письмово згадуються Павлівка (Тисменицький район) та Ілемня — сучасний Рожнятівський район

### У світі
- 15 січня московський цар Іван Грозний і польський король Стефан Баторій при посередництві папи Григорія XIII під Псковом підписали перемир'я, за яким Московія відмовлялась від Лівонії і Полоцька. Невдала кампанія Івана Грозного за вихід до Балтійського моря, яка почалась у 1558 році з нападу на Лівонію, закінчилась через рік, коли він був змушений підписати перемир'я і з шведами, які зберегли за собою, Івангород і все узбережжя Фінської затоки.
- Єрмак Тимофійович захопив столицю Сибірського ханства.
- Петро VI Кульгавий повернув собі титул господаря Молдови.
- 4 жовтня Папа Римський Григорій XIII оголосив про проведення реформи календаря, що мала за мету ліквідувати помилку в обчисленні дат: з моменту введення юліанського календаря до XVI століття «набігла» різниця в 10 днів порівняно з астрономічною датою. Згідно з нововведенням папи, зразу після 4 жовтня наступало 15 жовтня.
- 15 жовтня в Італії, Польщі, Іспанії та Португалії прийнято григоріанський календар — попередні десять днів були вилучені з календаря згідно з реформою папи римського Григорія XIII. Франція перейшла на новий стиль 9 грудня, змінивши дату наступного дня на 20 грудня.
- Імператор Рудольф II перебрався до Праги.
- Засновано Единбурзький університет.
- Іспанці завдали поразки флоту найманців із Англії та Франції, що намагалися посадити на трон Португалії Антоніо I.
- 21 червня відбувся Інцидент у монастирі Хонно, Кіото, Японія — самовбивство Оди Нобунаґи через зраду свого васала Акеті Міцухіде. Тойотомі Хідейосі відомстив за смерть Нобунаґи й згодом перебрав до своїх рук його справу.
- Єзуїт Маттео Річчі отримав дозвіл на відвідини Китаю.
- Акбар Великий заснував синкретичну релігію дин-і-ілагі, що не знайшла послідовників.
- Узбеки повернули собі Ташкент.
- 25 грудня — іспанський король Філіп II заснував першу в Європі математичну академію.

## Народились
Див. також: Категорія:Народились 1582

## Померли
Див. також: Категорія:Померли 1582
- 21 червня — Ода Нобунаґа, японський самурайський полководець періоду Сенґоку.
- 2 липня — Акеті Міцухіде, японський самурайський полководець періоду Сенґоку.